# Băile Felix

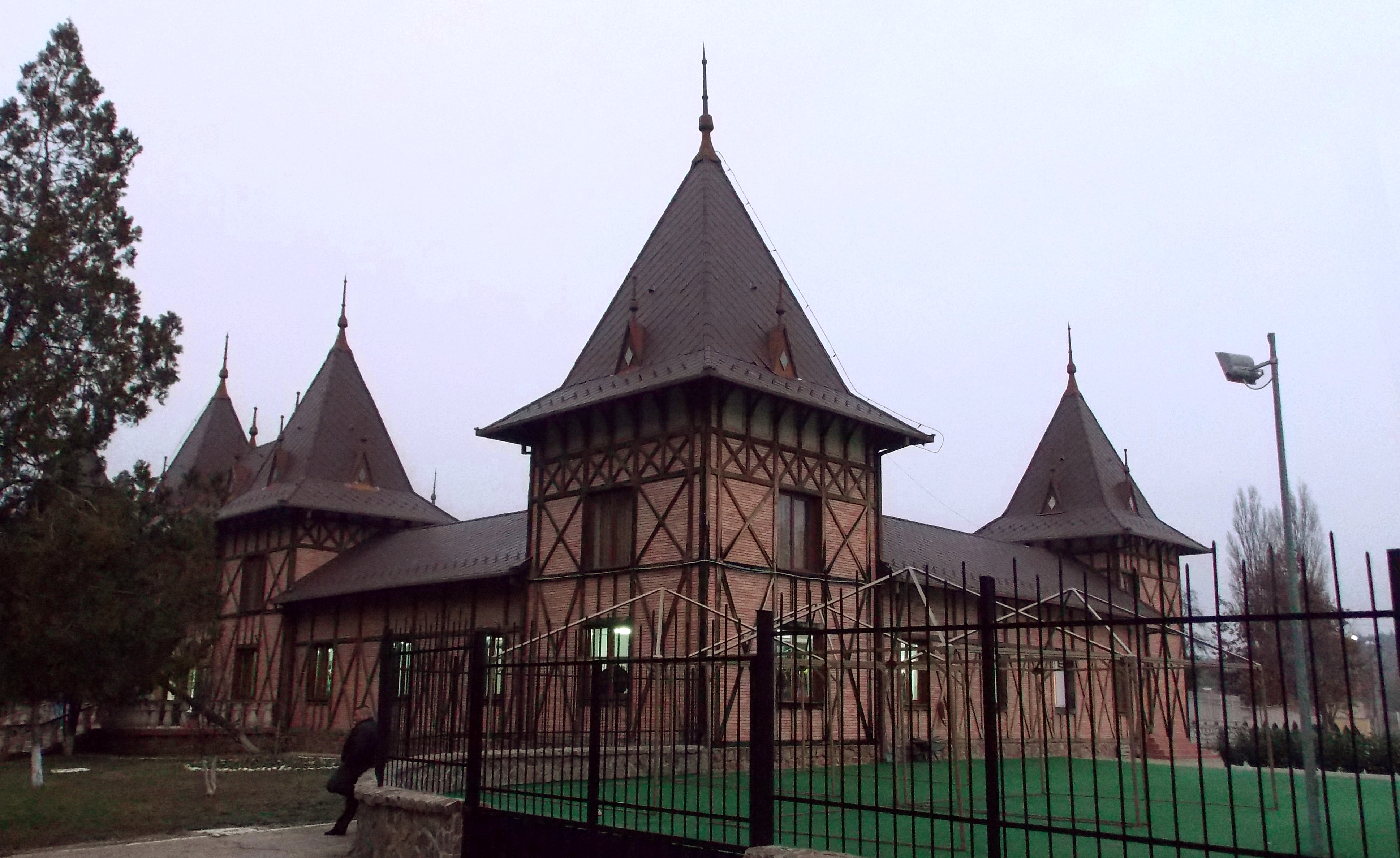
Banys "Apollo"

Băile Felix (en hongarès: Félixfürdő) és un complex balneari termal proper a la comuna de Sânmartin al comtat de Bihor, Transsilvània (Romania). Băile Felix és a poca distància d'Oradea, una de les principals ciutats de l'oest de Romania.

## Història
Les fonts termals van ser valorades al segle xviii pel monjo Félix Helcher del monestir de Klosterbruck a Moràvia, administrador del monestir de Váradszentmárton (avui: Sânmartin, Romania). Entre els anys 1711-1721 es van construir les primeres instal·lacions de tractament amb el nom de Félixfürdő (en romanès: Baia lui Felix). Félix Helcher va morir el 1737. El 1885 es va trobar una nova font, amb una temperatura de 49° C.
Les fonts termals es van descobrir al voltant de l'any 1000, o al voltant del 1200, o segons altres experts, al 1700. L'únic fet acordat per tots els experts és l'aparició dels primers edificis d'aquest complex: entre els anys 1711-1721.
El 1920, la comuna va passar a formar part de Romania, el 1940 va ser retornada a Hongria. Després de la Segona Guerra Mundial, va tornar a formar part de Romania.
El 1948 la zona del monestir de Sânmartin va ser nacionalitzada per les autoritats comunistes. Al terreny nacionalitzat es van construir diverses bases recreatives, inclosa la que pertanyia a Securitate. L'Ordre Premonstatens la reclama aquesta última. El 2 d'abril de 2014, el TSCJ (Tribunal Superior de Cassació i Justícia) va ordenar el trasllat del cas presentat del jutjat d'Oradea del districte de Giurgiu, on es troba ara. Altres peticions de l'Ordre Premonstratens sobre retrocessió de les terres de Băile Felix estan en curs a la TSCJ.

## Geografia
Băile Felix i 1 Mai són dues estacions termals situades en una zona muntanyosa amb bosc de bedolls i roures, 8 km al sud del municipi d'Oradea (seu del comtat de Bihor) i 22 km al sud-est de Borş (punt de control fronterer amb Hongria). L'estació va perdre el servei ferroviari de viatgers el 2014.

## Clima
Els estius no són excessivament calorosos i els hiverns suaus, amb precipitacions moderades (650 mm anualment).

## Fauna i flora
A les aigües termals del riu i del llac Peţa, amb una temperatura constant de 30-31 ° C, hi viuen el cargol Melanopsis parreyssi (relict terciari) i el peix Scardinus racovitzae, a més d'una espècie rara de nenúfar subtropical - Nymphaea lotus thermalis - relict terciari, monument natural.

## Spa
Les estacions acullen moltes fonts minerals amb fonts termals (20-48 ° C), sulfúric, càlcic, sòdic, ric en aigües bicarbonatades conegut des de principis de mil·lenni. L'efecte calmant de les aigües sobre el dolor articular i muscular i sobre diverses neuràlgies reumàtiques explica la fama de les cures del complex per al tractament de malalties reumàtiques inflamatòries (poliartritis reumàtica, espondilitis reumatoide, afeccions després del reumatisme articular agut), reumatismes degeneratius i articulars malalties, trastorns neurològics centrals i perifèrics, malalties ginecològiques, afeccions posttraumàtiques, trastorns endocrins.
Les instal·lacions dels dos complexos turístics ofereixen tractament per al reumatisme i les malalties neurològiques i ginecològiques. Hi ha una base mèdica a la seva disposició de diverses instal·lacions per a procediments d'electroteràpia, hidroteràpia, aerosols, massatges, embalatge de parafina i altres tractaments de l'aigua.

## Galeria

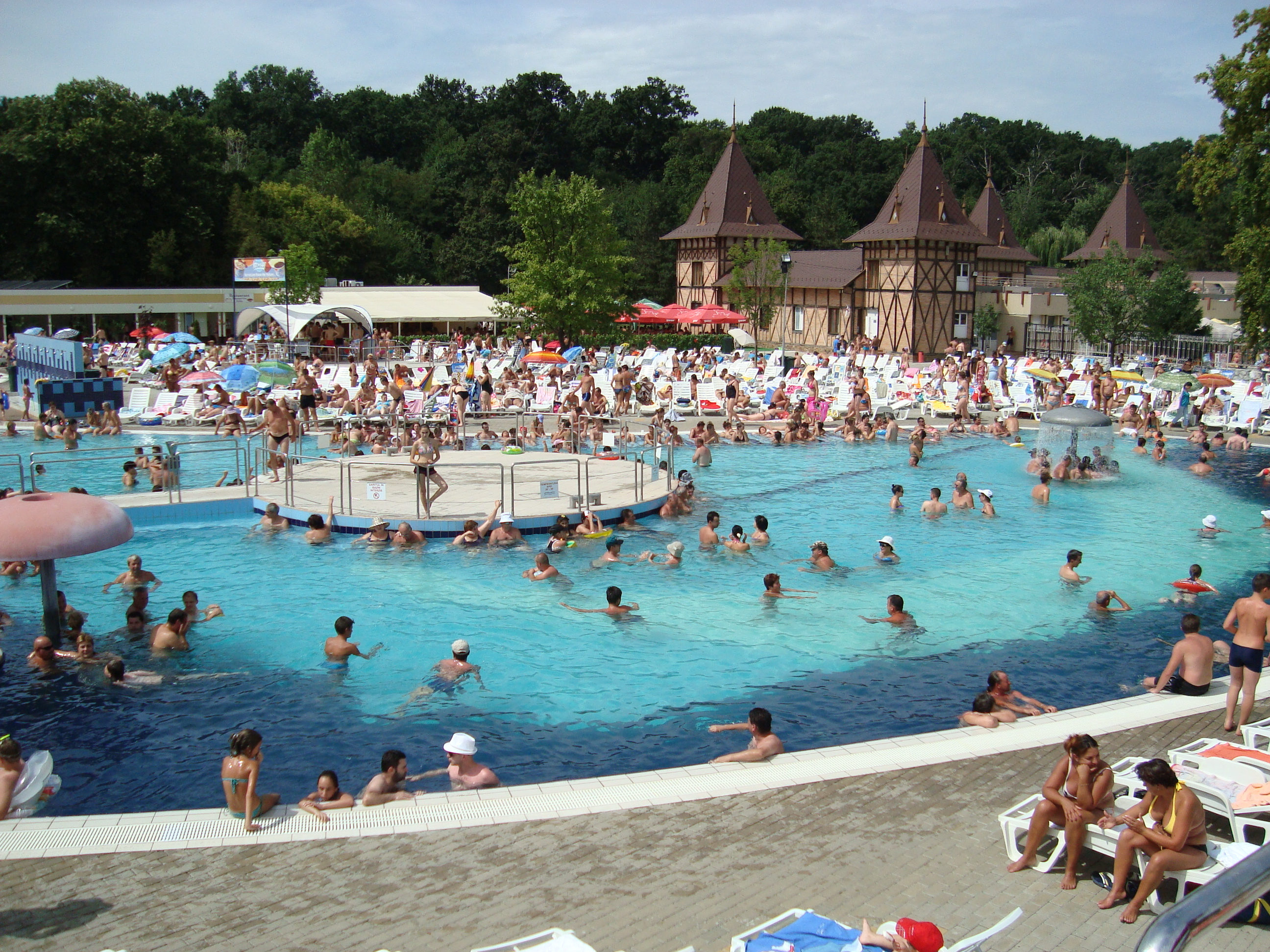
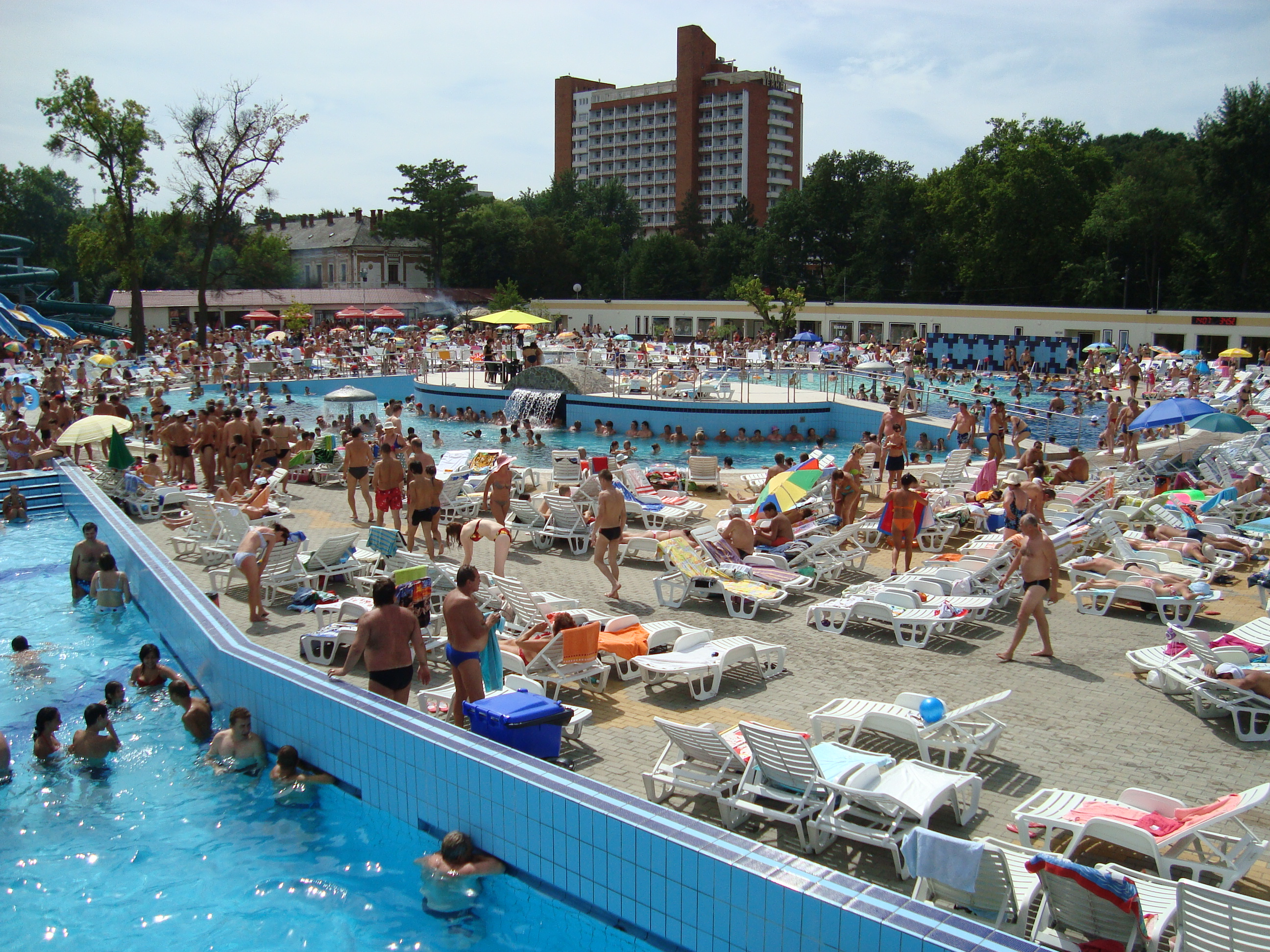
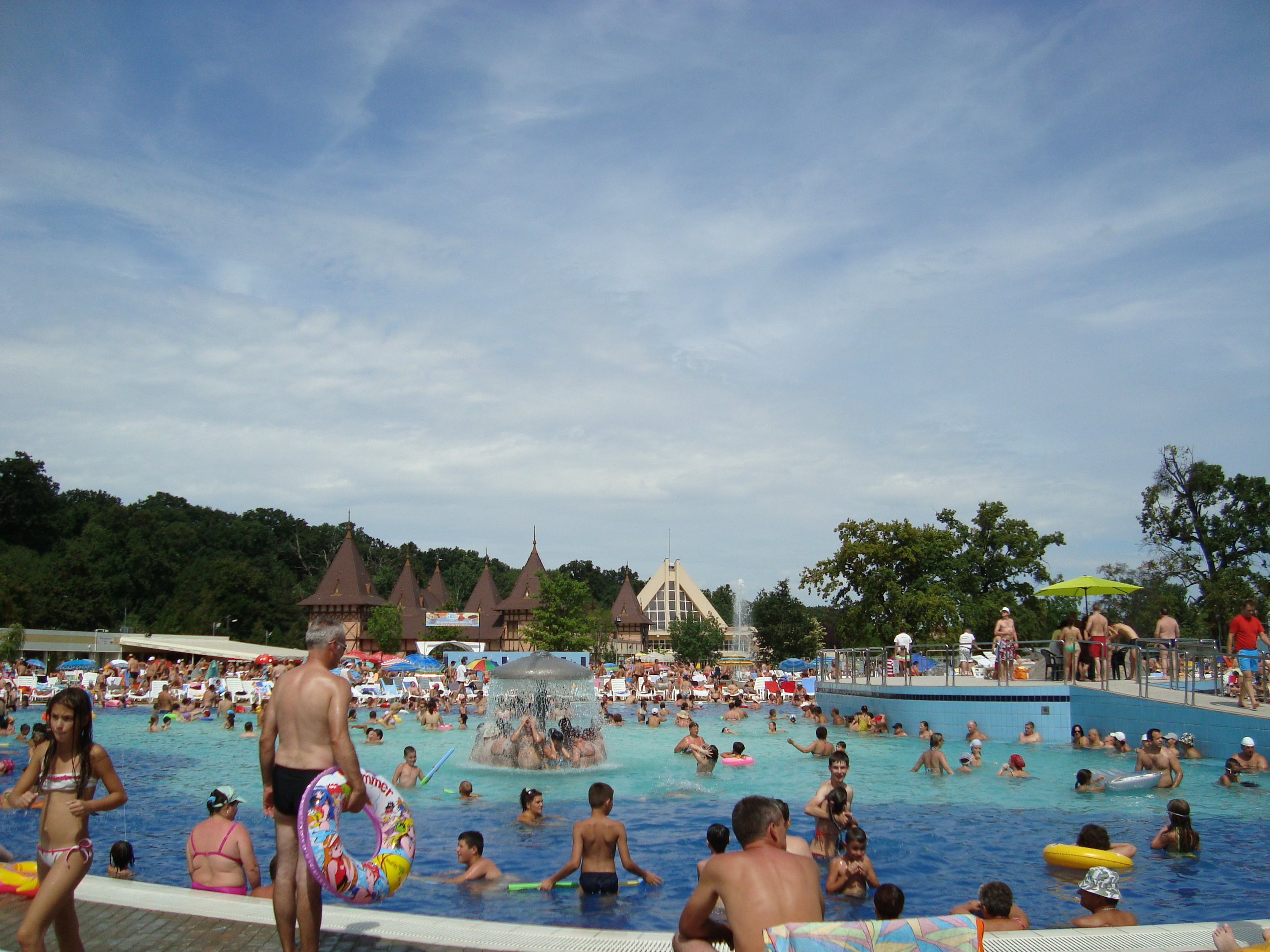
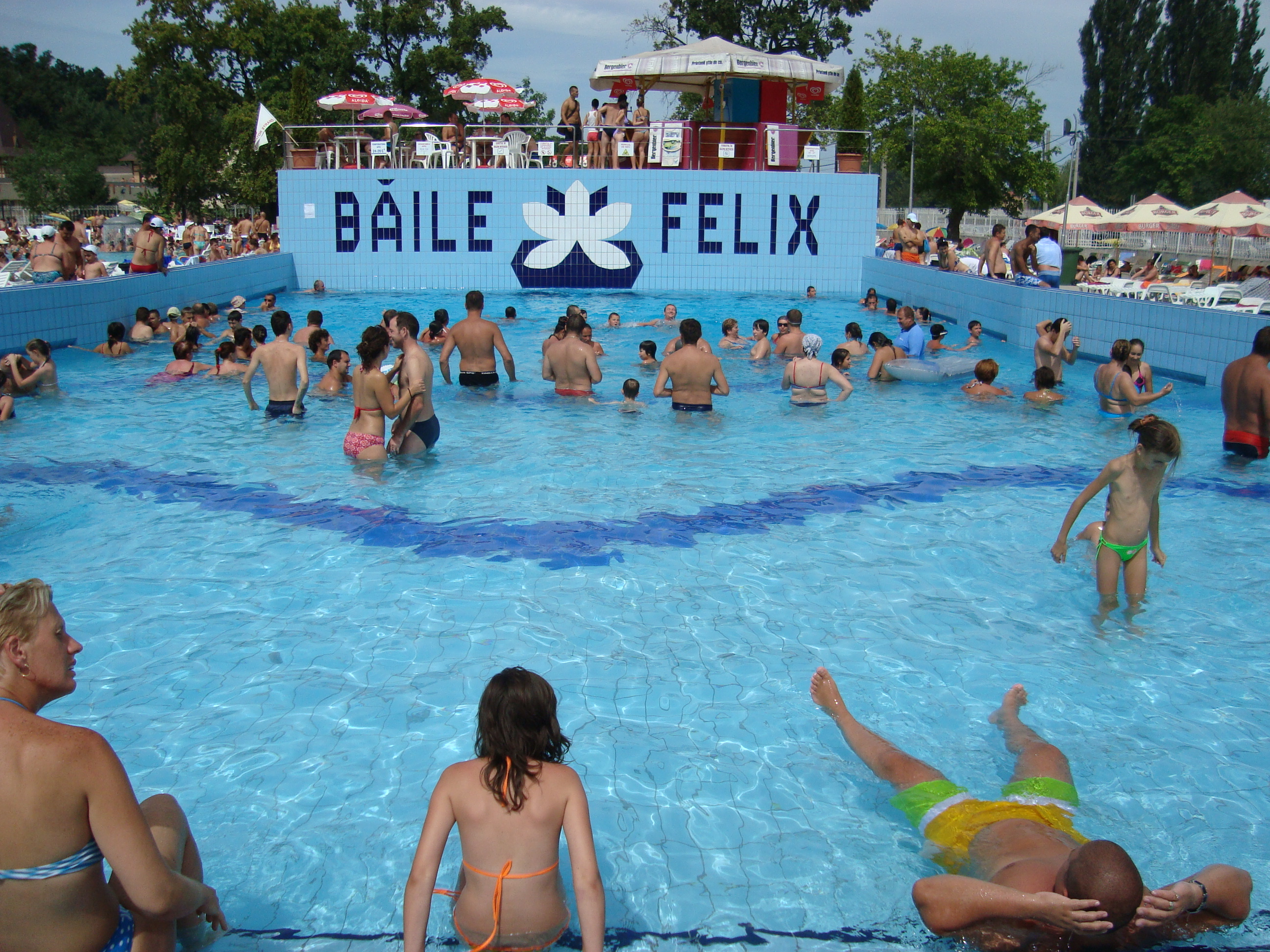
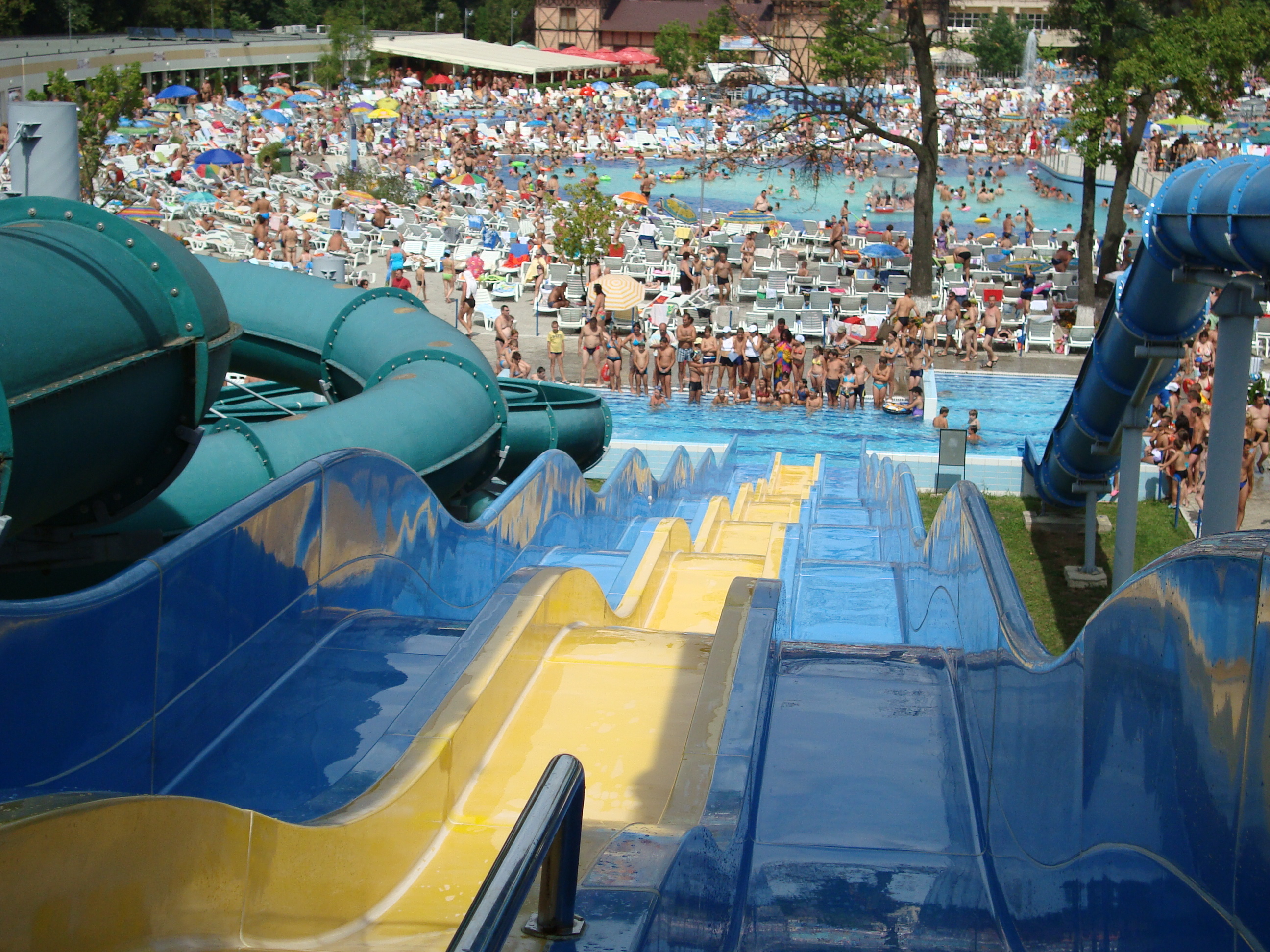
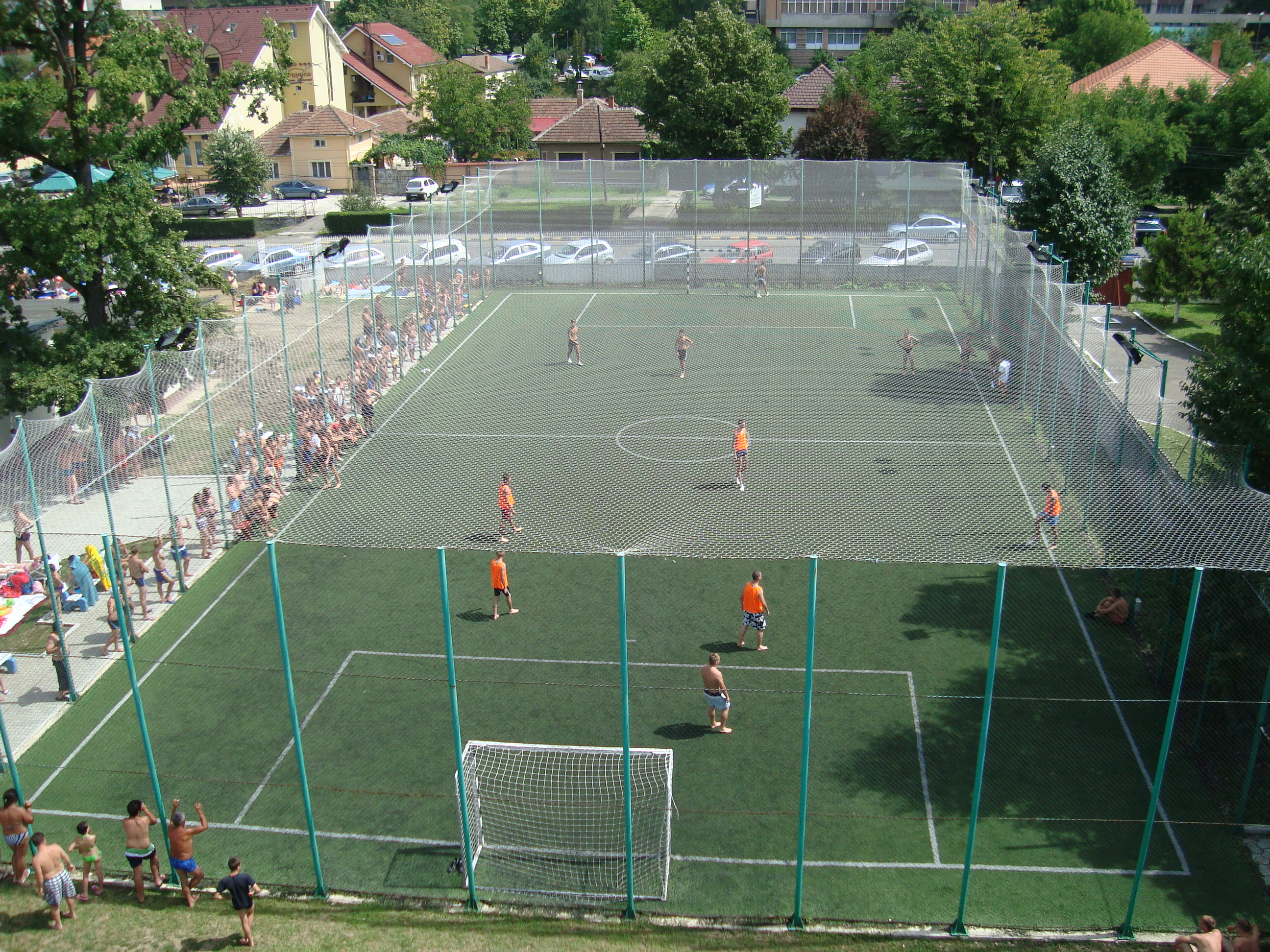
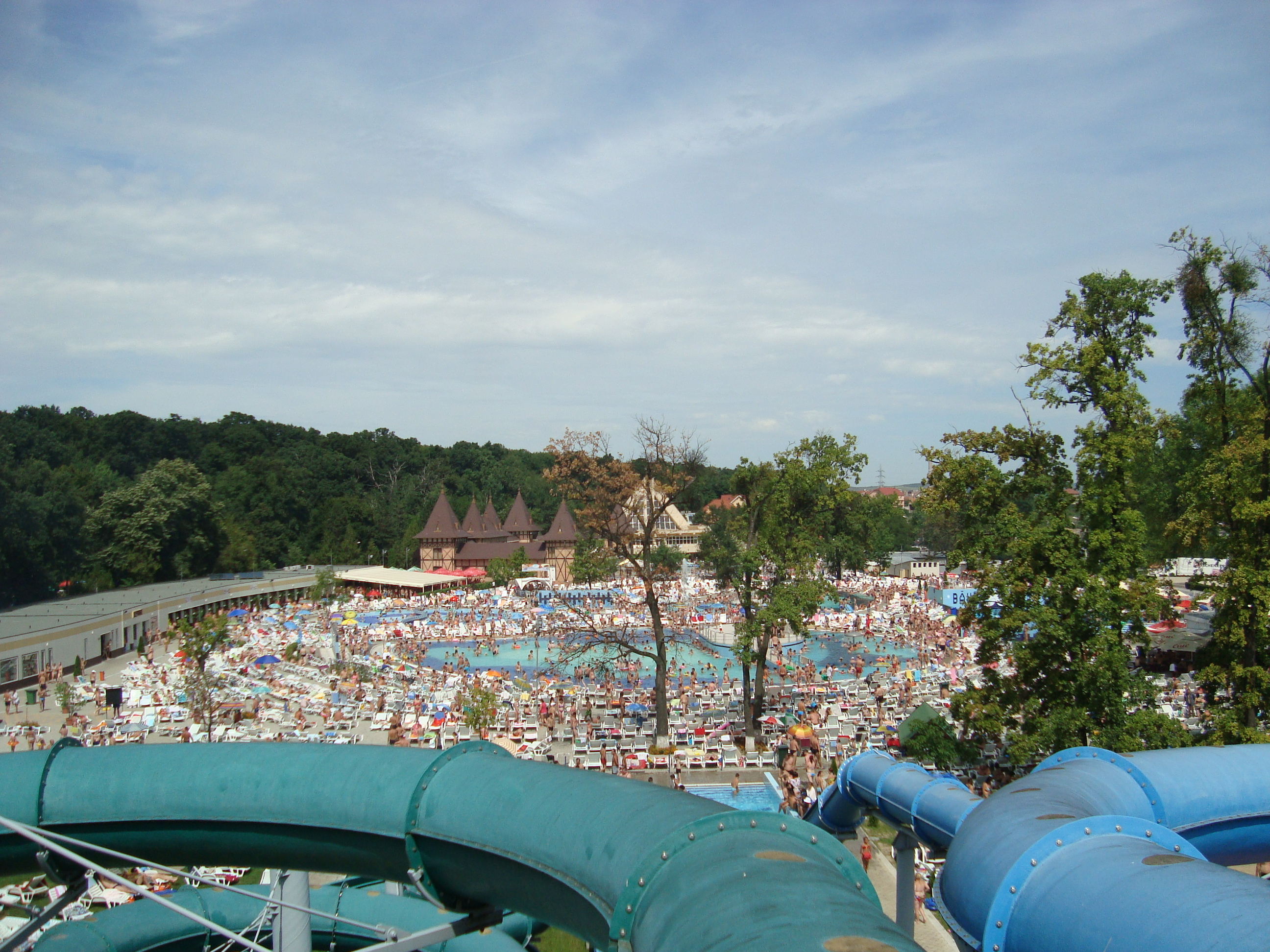
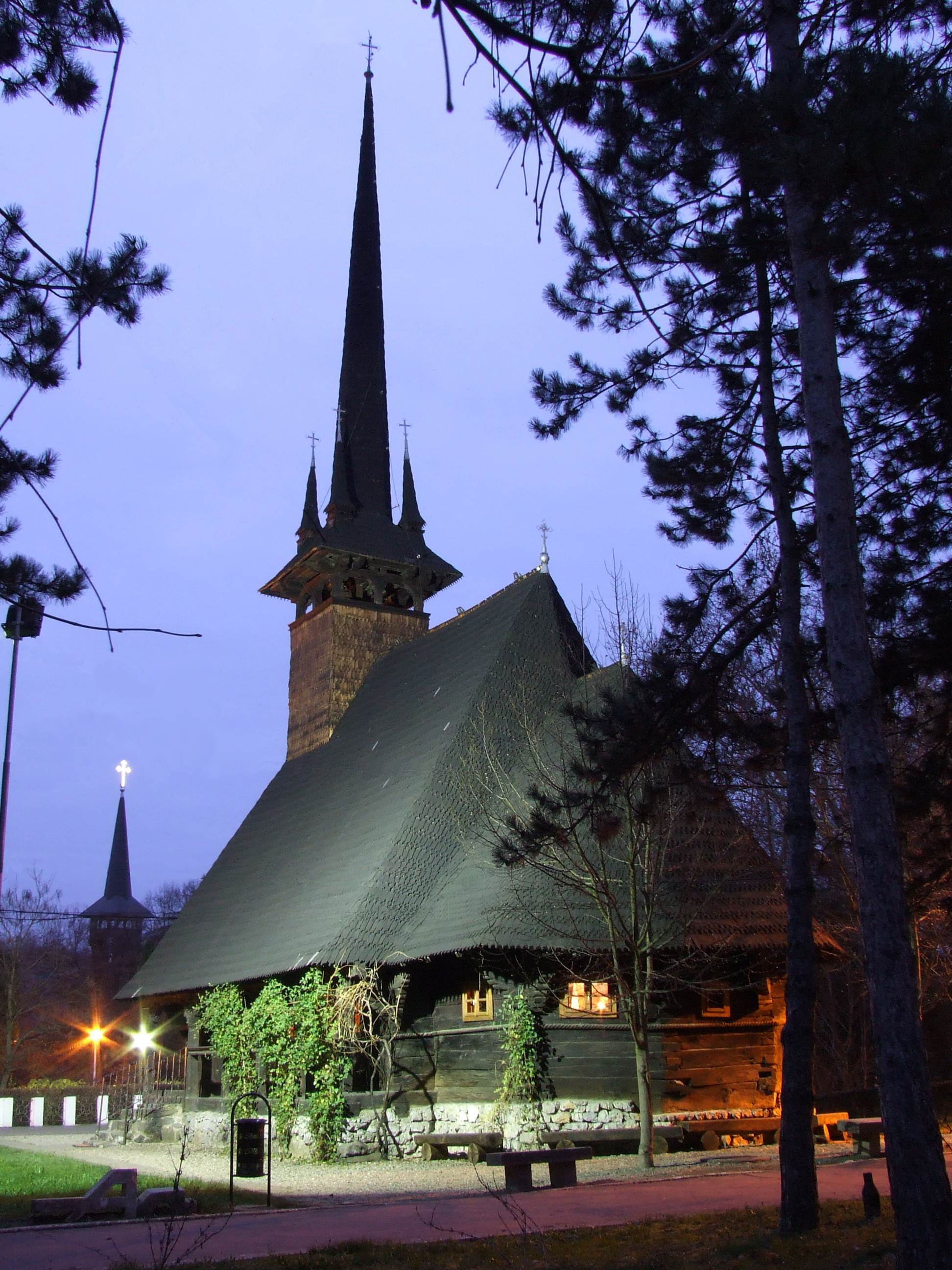

## Atraccions
Els spas Felix i l'1 Mai també són ideals per relaxar-se i els visitants poden aprofitar el següent:
- La piscina amb onades artificials 1 de maig (la més antiga del país).
- Les estacions de bany d'aigua termal: "Apolo" (des de 1900) a Fèlix i "Venus" l'1 de maig.

Aquells que tinguin interès en la història i l'arquitectura de l'església també poden visitar:
- La capella de Haieu, una església medieval del segle xiv, amb elements barrocs i romàntics.
- L'edifici barroc de Sanifarm, antic monestir de "Sant Vicenç" (segle xviii).
- Les esglésies de Rontău (segle XV) i Haieu (1906).
- Les esglésies de fusta de Băile Felix.